# ADDA (Aminosäure)
ADDA oder 3-Amino-9-methoxy-2,6,8-trimethyl-10-phenyl-4,6-decadiensäure ist eine nicht-proteinogene Aminosäure, die in von Cyanobakterien produzierten Toxinen (Microcystine) vorkommt, wie etwa in Microcystin-LR und Nodularin.
Die toxische Wirkung der Microcystine beruht auf einer Hemmung der Serin-/Threonin-spezifischen Protein-Phosphatasen PP1, PP2a und PP3, die mit hoher Wahrscheinlichkeit auf ADDA zurückzuführen ist.